# Samsung F110 MiCoach
Samsung F110 MiCoach er en mobiltelefon fra sydkoreanske Samsung. Mobilen er lavet i samarbejde med Adidas. Mobilen er udviklet til at have en normal mobiltelefons funktioner, men samtidig til at indeholde et træningssystem.
| Telefon | Spire Denne artikel om (mobil-)telefoner og telefoni er en spire som bør udbygges. Du er velkommen til at hjælpe Wikipedia ved at udvide den. |